# Karlsborg (Gemeinde)
Koordinaten: 58° 32′ N, 14° 30′ O

Karlsborg ist eine Gemeinde (schwedisch kommun) in der schwedischen Provinz Västra Götalands län sowie der historischen Provinz Västergötland und liegt am Westufer des Vättern. Hauptort ist der Ort Karlsborg. Weitere Ortschaften sind Forsvik, Mölltorp, Undenäs sowie weitere kleinere Dörfer.

## Geographie
Die Gemeinde Karlsborg erstreckt sich ungefähr 30 Kilometer am Westufer des Vättern, des mit 1912 km² zweitgrößten Sees in Schweden. Der südliche Teil der Gemeinde ist flach, während der nördliche Teil hügelig ist. Das Gebiet ist seenreich, u. a. hat die Gemeinde Anteil an den Seen Viken, der durch den Göta-Kanal mit den Seen Bottensjö und Vättern verbunden ist, und Unden. Im nordöstlichen Teil der Gemeinde liegt der Nationalpark Tiveden.

## Wirtschaft
Landwirtschaft und Industrie spielen in der Gemeinde nur eine bescheidene Rolle. Wichtig sind das Militär (Bofors Underwater Systems mit Testgelände am Vättern) und in gewissem Maße auch der Fremdenverkehr. In den letzten Jahren wurde jedoch immer mehr militärische Infrastruktur stillgelegt und versucht, die Tourismuswirtschaft auszubauen.
Die Festung Karlsborg, der Göta-Kanal, das Industriemuseum Forsvik, Granvik und der Nationalpark Tiveden sind touristische Anziehungspunkte.